# Sauce de Luna
Sauce de Luna es un municipio del departamento Federal distribuido entre los distritos Sauce de Luna y Achiras en la provincia de Entre Ríos República Argentina. El municipio comprende la localidad del mismo nombre y un área rural.
Pertenece a la provincia fitogeográfica de la selva de Montiel, con ambientes de montes espesos de ñandubay, espinillo y palmeras yatay y caranday y bosques artificiales de eucalipto, predominando el relieve quebrado y ondulado. 
Sobre las márgenes del río Gualeguay habitan especies autóctonas, algunas en peligro de extinción: guazunchos, carpinchos, zorros y ciervos.

## Historia

### La evangelización en la zona
Los jesuitas, que desde 1607 se habían establecido en la provincia del Paraguay, no tardaron en extender su influencia a Entre Ríos, donde sus actividades se manifestaron por dos corrientes distintas en su origen.
Una procedió del norte, de las misiones jesuíticas, y fundó establecimientos ganaderos en el nordeste entrerriano, alcanzando las costas del Yeruá por la parte sur y las puntas del Gualeguay por el oeste.
La otra corriente provino del importante colegio que tenían estos religiosos en Santa Fe y fundó estancias sobre el Paraná, desde el actual Diamante hasta el Guayquiraró. A mediados del siglo XVIII consiguieron del soberano que los colegios de Santa Fe y Corrientes tuvieran el privilegio de faenar ganado cimarrón del Entre Ríos. Esto les permitió entrar en relación con el aborigen, que les prestó auxilio en algunas tareas.

### El paso de Hernandarias
En 1607 Hernando Arias de Saavedra ingresó a Entre Ríos por el Paso Cabayú con idea de atravesar La Banda del Charrúa o Continente del Entre Ríos. Hernandarias cruzó los ríos Paraná, el Pinosa o Feliciano y arroyos como los hoy denominados Los Calzones, La Tigra y Don Gonzalo, y cuando llegó al Rincón del Montiel –hoy Sauce de Luna- “se encontró con aborígenes” que eran mansos, hablaban castellano y estaban con vaquerías o estancias de los jesuitas de Corrientes. Los religiosos, tras ingresar desde Paraguay, comenzaron a organizar reducciones, “acristianaron a más de 3.000 aborígenes y los conchabaron de peones y capataces, para pastorear ganado cimarrón, abundante en el Rincón del Montiel, donde tenían sus vaquerías y ranchos”. Giménez cree que los primeros habitantes de Sauce de Luna fueron los aborígenes a quienes encontraron los jesuitas, allá por 1607. Dice también este investigador que por esos pagos “acampó” Hernandarias -lo que es comentado por otros historiadores- y que, por miedo a quedarse sin bueyes de tiro, amansó y castró toros. Esto se transformó en la primera yerra entrerriana.

### La primera misa
La primera misa, según el investigador saucelunense Solano Giménez, habría sido en 1607 cuando Hernandarias acampó en Sauce de Luna. Uno de los integrantes de su expedición era un cura párroco y se sabe que los religiosos celebran misa todos los días donde quiera que se encuentren.

### Los mercedarios
En Entre Ríos los mercedarios del Convento de Santa Fe (donde estaban desde 1661) establecieron un reducción charrúa en el distrito Sauce de Luna", indica el profesor Segura. Dice el investigador -en el trabajo realizado a pedido del Arzobispado de Paraná en 1959 - que esa misión existía "por el año 1664, a cargo de un Padre Francisco, en las cercanías del arroyo Pay Ticú, que en guaraní significa Padre Francisquito".
Mientras que Solano Giménez indica que el cura, de quien sólo se conoce el nombre, era oriundo de España.
En su libro Algo así como Historiando señala que Francisco decidió pasar a la otra banda, “a la Banda del Charrúa”, que no era otra que Entre Ríos, donde comenzó a predicar y a internarse monte adentro.
El religioso se encontró, selva adentro, con un lugar que le agradó y al que los aborígenes llamaban Sauce Luna, y decidió instalarse cerca de un arroyo.
En ese lugar, allá por 1664, el cura junto a sus indios, cortó adobe y construyó un oratorio y posteriormente una reducción, donde les enseñó a comer carne asada, a salarla, a guardarla, a curtir cueros y a amansar potros y bueyes.
A ese religioso, según el investigador radicado en Sauce de Luna, "los indios lo llamaron Pay Ticú".

## Entidades escolares
Escuela primaria N.º 39 "José Manuel Estrada" y escuela secundaria N.º 1 "Pancho Ramírez".

## Toponimia
El arroyo Sauce Luna, o Sauce de Luna, se encuentra entre los más antiguos de la provincia de Entre Ríos; por lo menos, dataría de mediados de los años 1700, según las cartas más viejas encontradas en los archivos entrerrianos.

## Estación de ferrocarril
En 1913 se construyó el apeadero, torre, y tanque del ferrocarril, y el 19 de abril de 1917 se inauguró la Estación Sauce de Luna. Siendo la última del ramal. Su primer jefe fue Carlos Márquez.
El primer intendente a partir de la recuperación democrática en 1983 fue Roque Miguel Londra, quien también fue senador departamental en el periodo 1995-1999.

## Cultos
Parroquias de la Iglesia Católica 
| Arquidiócesis  | Paraná     |
| -------------- | ---------- |
| Cuasiparroquia | Cristo Rey |

Además, hay presencia de numerosas congregaciones protestantes en sus múltiples vertientes.